# Trine Hansen
Trine Hansen, född den 19 februari 1973 i Ringsted i Danmark, är en dansk roddare.
Hon tog OS-brons i singelsculler i samband med de olympiska roddtävlingarna 1996 i Atlanta.